# Wisselschakeling

Wisselschakeling

Een wisselschakeling, ook vaak een hotelschakeling genoemd, heeft als doel een lamp, eventueel een lampengroep, vanaf twee plaatsen met behulp van twee wisselschakelaars in en uit te schakelen. De schakeling wordt toegepast bij de verlichting van trappen, gangen en slaapkamers.
Een wisselschakeling is er op gebaseerd dat er twee schakelaars zijn, die een eind van elkaar zijn gemonteerd, maar waarmee met beide dezelfde lamp aan en uit kan worden gezet. Er lopen tussen de beide schakelaars twee draden, waarvan er door hooguit een de stroom gaat. Alleen wanneer beide schakelaars met dezelfde van deze twee draden zijn verbonden gaat de lamp aan.

## Hotelschakeling
Een wisselschakeling wordt vaak hotelschakeling genoemd, maar dat is eigenlijk een andere schakeling, de slaapkamerschakeling, die vooral in hotels wordt toegepast, vandaar de naam hotelschakeling. De hotelschakeling is bedoeld om in een kamer een lamp voor algemene verlichting of een lamp boven een wastafel, maar nooit gelijktijdig, in en uit te schakelen, en zodoende energie te besparen.
De hotelschakeling bestaat uit drie wisselschakelaars. De eerste twee schakelaars vormen een normale wisselschakeling: een bij de toegangsdeur en een bij het bed. De derde schakelaar wordt bij de wastafel geplaatst. Deze derde wisselschakelaar dient als keuzeschakelaar tussen de plafondlamp en de lamp boven de wastafel. Met deze schakelaar kan het licht dus niet uitgeschakeld worden, dat gebeurt via de beide andere schakelaars.

## Kruisschakeling

Kruisschakeling

Wenst men op meer dan twee plaatsen een lamp of lampgroep in en uit te schakelen dan past men een kruisschakeling toe. Deze schakeling is een uitbreiding van de wisselschakeling. Tussen de beide wisselschakelaars zijn een of meer kruisschakelaars aangebracht. De kruisschakelaar heeft twee paar aansluitklemmen die per paar een eigen kleur hebben. De twee wisselschakelaars worden verbonden met de kruisschakelaar, ieder op de klemmen met dezelfde kleur. Men gebruikt dus twee wisselschakelaars en daartussen een aantal kruisschakelaars. Een kruisschakeling wordt toegepast in trappenhuizen, lange gangen en grote kamers of zalen.
Bij grote installaties is het doorgaans economischer om een systeem te installeren met impulsrelais, die door middel van drukknoppen worden bediend. Toepassing hiervan kan leiden tot behoorlijke materiaalbesparing, doordat drukknoppen worden aangesloten met twee draden, terwijl kruisschakelaars met vier draden zijn verbonden.

## Wissel-wisselschakeling
Deze schakeling bestaat in feite uit twee afzonderlijke wisselschakelingen die door middel van twee wissel-wisselschakelaars bedienbaar is. Het aansluiten geschiedt op dezelfde wijze als bij de andere hier beschreven schakelingen, maar in dit geval kan men twee verschillende wisselschakelingen vanaf één punt bedienen. Hetzelfde kan bereikt worden door twee standaard wisselschakelaars te combineren met een wissel-wisselschakelaar, bij deze schakeling zijn er drie bedienplaatsen. 
De wissel-wisselschakelaar, die ook wel dubbelwisselschakelaar wordt genoemd, heeft zes aansluitingen en is voorzien van twee schakelknoppen waarmee twee afzonderlijke wisselcontacten worden bediend. Het eerste schakelcontact wordt gebruikt voor de ene wisselschakeling, en het tweede voor de andere. De schakelaar is toepasbaar voor alle soorten wisselschakelingen, de mogelijkheid voor uitbreiding naar een kruisschakeling is afhankelijk van de toegepaste schakeling. Verder kan de schakelaar worden gebruikt als een dubbele keuzeschakelaar in de hotelschakeling, in dit geval dienen beide voedende contacten met elkaar doorverbonden te worden. Op de achterzijde van een wissel-wisselschakelaar staat meestal een schema dat aangeeft welke contacten met elkaar verbonden worden.

## Alternatieve wisselschakelingen

boven: wisselschakeling met omloopdraad.
onder: verkeerde of Franse wisselschakeling, verboden

De afbeelding hiernaast toont twee andere manieren om vanaf twee plaatsen een lichtpunt bedienbaar te maken.

#### Wisselschakeling met omloopdraad
De bovenste schakeling noemt men ook wel: wisselschakeling met omloopdraad, of spaarschakeling. Bij deze schakeling komt de bruine fasedraad op beide wisselschakelaars en wel op de klem waarop normaal een wisseldraad wordt gemonteerd. De gemerkte klemmen die normaal op de fasedraad, respectievelijk de lampedraad worden aangesloten, worden thans met elkaar verbonden, terwijl ook de overblijvende klemmen met elkaar, en met de lamp worden verbonden. Deze schakeling wordt in bepaalde gevallen nog weleens toegepast, omdat men hiermee een draad bespaart ten opzichte van de klassieke wisselschakeling. Bij lange leidingen of bij gebruik van kabel kan dit een aanzienlijke besparing opleveren. Omdat bij een omloopwisselschakeling de draad naar de lamp op beide schakelaars is aangesloten wordt deze ook gebruikt bij de zogeheten controle-wisselschakeling. Hierbij  worden wisselschakelaars toegepast die voorzien zijn van een ingebouwd signaallampje, en een extra aansluitklem voor de nuldraad. Als de lamp wordt ingeschakeld, ongeacht met welke schakelaar, zullen bij beide schakelaars de signaallampjes branden.
Bij de aanleg dient men altijd rekening te houden met het aantal draden die in een bepaalde buis mogen worden aangebracht. Gezien de veel gebruikte buisdiameter van 16 mm (5/8") kan er bij renovatie, wanneer er vanuit het schakelpunt nog moet worden doorgelust naar een wandcontactdoos met aardcontact, bij toepassing van een traditionele wisselschakeling een probleem ontstaan met het maximaal aantal draden in een installatiebuis van 16 mm. Over het algemeen genomen is het maximaal aantal draden hierin 5, te weten: 3 × 2,5 mm² en 2 × 1,5 mm² of 3 × 1,5 mm² en 2 × 2,5 mm². Omdat aarde voor een wandcontactdoos vroeger niet overal verplicht was, volstond op deze plaatsen de wijze van aanleg. Tegenwoordig dient bij een volledige renovatie de aarddraad overal meegetrokken te worden wat inhoudt dat men, bij het handhaven van de wisselschakeling, met 6 draden: 3 × 2,5 mm² en 3 × 1,5 mm² door een installatiebuis van 16 mm zou moeten. Volgens de NEN 1010 mag dit niet. Als men in deze situatie volgens de norm zonder aanpassingen te maken in het bestaand buizensysteem toch een wisselschakeling terug wil plaatsen, biedt de spaarschakeling de enige uitkomst. Hierdoor zal deze schakeling bij renovatie weer nieuw leven ingeblazen worden. Indien met een installatiebuis van 19 mm (3/4") gewerkt is of gewerkt wordt, kan de wisselschakeling gewoon gehandhaafd blijven. Dit omdat het maximaal aantal draden hierin hoger ligt.

#### Verkeerde of Franse wisselschakeling
De tweede alternatieve schakeling, de onderste schakeling in getoonde afbeelding, wordt de 'verkeerde' of 'Franse' wisselschakeling genoemd. Bij de schakeling worden de blauwe nuldraad en de bruine fasedraad op beide schakelaars gemonteerd. In de zwarte wisseldraad, die beide schakelaars met elkaar verbindt, is de lamp opgenomen en wordt aangesloten op de gemerkte klem van beide schakelaars. In sterkstroominstallaties is toepassing van deze schakeling verboden, omdat ze onveilig is; ook bij zwakstroominstallaties wordt het gebruik ervan afgeraden.
Bij deze schakeling brandt de lamp als de ene schakelaar naar fase is geschakeld, en de andere naar nul. Het is beslist noodzakelijk dat de schakelaars eerst het ene contact verbreken voordat het andere contact wordt gemaakt. Gebeurt dit niet dan zal er kortsluiting ontstaan tussen de fase- en nuldraad. Bovendien blijft er bij een bepaalde stand van de schakelaars spanning op de lamp staan terwijl de lamp niet brandt, doordat enkel de nuldraad is onderbroken. Ook is het zo dat, al naargelang de stand van de schakelaars, de ene keer het middencontact van de lamphouder met de fasedraad is verbonden (goed), en de andere keer het zijcontact (fout). De lamp is uitgeschakeld als de schakelaars beide naar fase of beide naar nul zijn geschakeld. Het grootste gevaar is als na het uitschakelen de schakelaars naar de fase zijn geschakeld: hierbij staat op zowel het middencontact als het zijcontact van de lamphouder spanning. Doordat de lamp uit is, kan men in de veronderstelling zijn dat hij spanningsloos is en dus zonder gevaar verwijderd kan worden.
Omdat deze manier van schakelen gevaar kan opleveren, is het niet toegestaan om deze nieuw aan te leggen. Mocht deze schakeling bij een bestaande installatie aanwezig zijn dan verdient het beslist aanbeveling ze te wijzigen naar toegestane schakelingen.

## Kleuren

### Aansluitklemmen
Bij de verschillende schakelaars zijn de aansluitklemmen niet gelijkwaardig. Bij de wisselschakelaar heeft een van de drie klemmen, de voedende zijde, een afwijkende kleur of is hij gemerkt met de letter P of L. Bij de kruisschakelaar zijn van de vier klemmen twee paar met een eigen kleur. Bij de wissel/wisselschakelaar hebben twee van de zes klemmen, de voedende zijde, een afwijkende kleur of zijn deze gemerkt met de letters P of L.

### Draden
In Nederland is het gebruikelijk dat alle schakeldraden zwart zijn. Dat kan voor de installateur een klein probleem zijn, doordat hij de draden niet van elkaar kan onderscheiden. In België worden ook grijze draden gebruikt. Installatiedraad krijgt afhankelijk van de functie in een stroomkring een andere kleur.
De wijze van aansluiten is:
- Eerste wisselschakelaar: fasedraad  (bruin) aan de gemerkte klem, en schakeldraden  (zwart) aan de beide andere klemmen.
- Kruisschakelaar: hier komen vier zwarte schakeldraden samen, namelijk twee paar; elk paar leidt naar een andere schakelaar. Het ene paar komt aan de gemerkte klemmen en het andere paar aan de ongemerkte klemmen. De twee paren mogen verwisseld worden, en de draden van een paar ook, maar het is niet goed een draad van het ene paar te verwisselen met een draad van het andere paar.
- Tweede wisselschakelaar: schakeldraad  (zwart) naar de lamp aan de gemerkte klem, de andere twee schakeldraden  (zwart) aan de beide andere klemmen.